# Le avventure del Capitano Nemo
Le avventure del Capitano Nemo è una serie di storie a fumetti, scritta da Francesco Artibani e disegnata da Lorenzo Pastrovicchio, pubblicata sul settimanale Topolino a partire dall'11 marzo 2020. La serie è una parodia delle storie a romanzi del Capitano Nemo (tra cui 20,000 leghe sotto i mari e L'isola misteriosa), ideati dal famoso scrittore francese Jules Verne.

## Elenco delle storie
| nº | Titolo                                    | Data di pubblicazione | Volume Topolino |
| -- | ----------------------------------------- | --------------------- | --------------- |
| 1  | 19,999 leghe sotto i mari (prima parte)   | 11 marzo 2020         | Topolino 3355   |
| 2  | 19,999 leghe sotto i mari (seconda parte) | 18 marzo 2020         | Topolino 3356   |
| 3  | Naufragio                                 | 7 ottobre 2020        | Topolino 3385   |
| 4  | Il segreto dell'isola                     | 14 ottobre 2020       | Topolino 3386   |
| 5  | Il padrone del tempo                      | 21 ottobre 2020       | Topolino 3387   |
| 6  | L'ombra del Titan                         | 18 gennaio 2023       | Topolino 3504   |
| 7  | La vendetta di Vultur                     | 25 gennaio 2023       | Topolino 3505   |
| 8  | Il segreto del Capitano Nemo              | 1º febbraio 2023      | Topolino 3506   |

## Trama

### 19,999 leghe sotto i mari (prima parte)(3355)
Anno 1870: nel porto di New York la corazzata Alabama è in partenza per risolvere il mistero del presunto mostro marino; su di essa si imbarca il professor Michel De Topolin, un biologo marino francese direttore del Museo di Storia Naturale che sostiene la spedizione, ma il professore è scettico a proposito del mostro. L'incontro con il terribile e infido capitano John Faraboot evidenzia subito scarsa affinità e simpatia tra i due, mentre il marinaio O'Quack, intimorito dai pericoli del viaggio, viene preso a benvolere da De Topolin. Ma sulla nave c'è un altro sgradevole individuo, il ramponiere Ned Gamb, rozzo e cinico tuttavia apprezzato da Faraboot. Il capitano spiega a Topolin l'importanza della spedizione, che dovrà chiarire cosa sia l'essere che da tempo atterrisce le navi. Il viaggio inizia e per settimane l'Alabama naviga verso Capo Horn senza che nulla accada, ma continuano le incomprensioni tra Faraboot e Topolin: il primo mira alla ricompensa per l'individuazione della creatura, il secondo vuole studiare il fenomeno, qualunque animale o cosa sia. Ad un tratto O'Quack vede qualcosa: sono solo sargassi che però bloccano la pala del timone e il poveretto viene spedito in acqua per togliere le alghe; ma mentre lavora con una lunga asta, essa si incaglia e solo l'intervento di Topolin porta in salvo il marinaio. Alcune notti dopo compaiono strane luci a fior d'acqua e la nave parte all'inseguimento di quello che si pensa essere il mostro. La creatura sembra sparire nel mare, ma riappare poco dopo lanciata contro la nave, la sperona e provoca la caduta in acqua di Topolin, O'Quack, Faraboot e Ned Gamb; poi emerge e si rivela quale sottomarino. Tentacoli meccanici afferrano i naufraghi e li trascinano a bordo. Da una botola escono piccoli robot ovoidali (meccanimati, li definirà l'inventore) che asciugano e vestono i quattro con abiti da marinaio, poi ridiscendono da dove sono giunti. I naufraghi li seguono e si ritrovano in un grande salone: lì li accoglie affabilmente un misterioso uomo in abiti indiani che si presenta come il Capitano Nemo, unico umano sul sottomarino Nautilus. Sull'arco di una parete compare la scritta MOBILIS IN MOBILE. Il bizzarro personaggio spiega di essere l'inventore del sottomarino e di tutti i meccanismi di bordo; il Nautilus però è difficile da guidare e per questo motivo Nemo ha involontariamente speronato l'Alabama; la sua missione è esplorare gli oceani e non può fermarsi a far scendere gli ospiti: li sbarcherà al primo approdo possibile. Ned Gamb protesta, ma Faraboot si finge interessato e chiede di visitare il sottomarino. Nemo presenta il funzionamento del mezzo e tutti i suoi ambienti, tra i quali una vasta biblioteca, un grande oblò di vetro per l'osservazione del fondo marino e una stanza dei tesori, recuperati da vari relitti. Il capitano propone poi agli ospiti una passeggiata tra i boschi marini e la compagnia, indossati gli scafandri, si avventura tra piante e animali del fondale. Dopo l'escursione il sottomarino riparte diretto a Ceylon e Nemo apre un portellone scorrevole sul fondo del Nautilus per mostrare ai quattro un'enorme perla, che cresce ogni anno un po'. Ma il capitano è interessato alla tutela del mare, non al suo sfruttamento e non raccoglierà mai la perla, come vorrebbe invece Ned Gamb. Neppure Faraboot è interessato alle ricchezze, ma al possesso del Nautilus: vuole ammutinarsi e diventarne il comandante e chiede in disparte a Topolin e a O'Quack con chi si vogliano schierare. La risposta rimane in sospeso.

### 19,999 leghe sotto i mari (seconda parte)(3356)
Nel frattempo il Nautilus ha raggiunto l'Antartide con i suoi spettacolari paesaggi. Nemo vuole però esplorarne i fondali e capire se si tratti di un continente fisso o di ghiacci galleggianti. L'impresa appare difficile e pericolosa a Faraboot e Gamb, che chiedono nuovamente a Topolin e a O'Quack se vogliano ammutinarsi; ma i due rifiutano per lealtà al capitano. Il sottomarino si inabissa e l'ardua spedizione incontra subito una difficoltà: il Nautilus si incaglia tra colonne di ghiaccio e sarà necessario usare i picconi per liberarlo. Mentre O'Quack rimane a bordo, gli altri escono sulle capsule d'emergenza, Topolin con Nemo e Faraboot con Gamb. O'Quack, mortificato per l'esclusione, decide di esibire almeno la sua abilità di cuoco e si fa guidare dai meccanimati alle cucine, dove però tutto è chiuso negli armadi e bisogna pigiare i pulsanti giusti per raggiungere pentole e cibarie. Ma le difficoltà di comunicazione tra il marinaio e i robottini provocano un piccolo incendio, un braccio meccanico solleva e butta fuori dal sottomarino il pentolone in fiamme e questo passa a gran velocità davanti alla capsula nella quale Faraboot e Gamb stanno pianificando l'eliminazione di Nemo e Topolin. Il pentolone spezza parte delle colonne di ghiaccio i cui frammenti colpiscono la capsula e la mettono in pericolo, ma il capitano e Topolin intervengono in aiuto e riportano sul Nautilus, che intanto si è disincagliato, i due cospiratori. Nemo annuncia di aver cambiato i suoi piani e che sbarcherà il prima possibile sulle coste australiane gli ospiti perché non corrano altri rischi. Ma avviene un colpo di scena: il perfido capitano Faraboot manovra gli strumenti e prende il comando dei meccanimati, esautorando Nemo. Spiega poi di essere naufragato (galeotto, come si evince dall'immagine) tempo prima sull'Isola Misteriosa, rifugio di Nemo non segnata sulle carte, e di aver lì osservato in segreto il capitano e le sue straordinarie invenzioni. Ma Nemo lasciò l'isola prima che il malvivente si impossessasse delle macchine: da allora, sotto falsa identità, Faraboot è alla ricerca del Nautilus e finalmente lo può avere. Gamb, in cerca di tesori, esce in scafandro dal sottomarino per razziare un relitto e Faraboot gli comunica la fine della loro alleanza: lascerà sul fondo del mare il suo socio. Ma Nemo e i suoi due amici, rinchiusi in un angusto stanzino, si liberano e irrompono nella sala comandi. Nasce una colluttazione tra gli umani e i robot, finché Nemo riesce a riprendere il comando di questi e Faraboot viene imprigionato. Lo sciocco e incompetente Gamb però è ancora in acqua, stretto nei tentacoli di una enorme piovra che aggredisce anche il mezzo marino. Allora il capitano, con un potente getto d'inchiostro, oscura il mare e si libera della piovra. Dopodiché Faraboot e il suo degno compare vengono caricati su una capsula e spediti verso Melbourne, ormai vicina. Topolin e O'Quack decidono felicemente orgogliosi invece di restare con il Capitano Nemo, invece di quei due infidi manigoldi, e di esplorare con lui le immensità marine e nuove avventure.

## Personaggi

### Personaggi principali
- Capitano Nemo (Pippo):
- Michel De Topolin (Topolino):
- O'Quack (Paperino):
- Minerva "Minni" Smith (Minni):
- Daisy Duckett (Paperina):
- Pluto:
- Cirillo:
- I Meccanimati:

### Antagonisti
- Capitano John Faraboot (Macchia Nera):
- Ned Gamb (Pietro Gambadilegno):
- Comandante Vultur:
- Tortorella (Trudy):

## Ristampe

### Topolino Limited De Luxe Edition
| Volume collana | Titolo                    | Data di uscita   |
| -------------- | ------------------------- | ---------------- |
| 30             | 19,999 leghe sotto i mari | 12 maggio 2021   |
| 32             | L'isola dei misteri       | 18 novembre 2021 |